# Simion Hachii
Simion Hachii a fost un politician moldovean, ales în Sfatul Țării. 

## Sfatul Țării
Simion Hachii, de naționalitate moldovean, a fost ales în Sfatul Țării de Comitetul executiv gubernial al Consiliului delegațiilor țărănești.

## Galerie

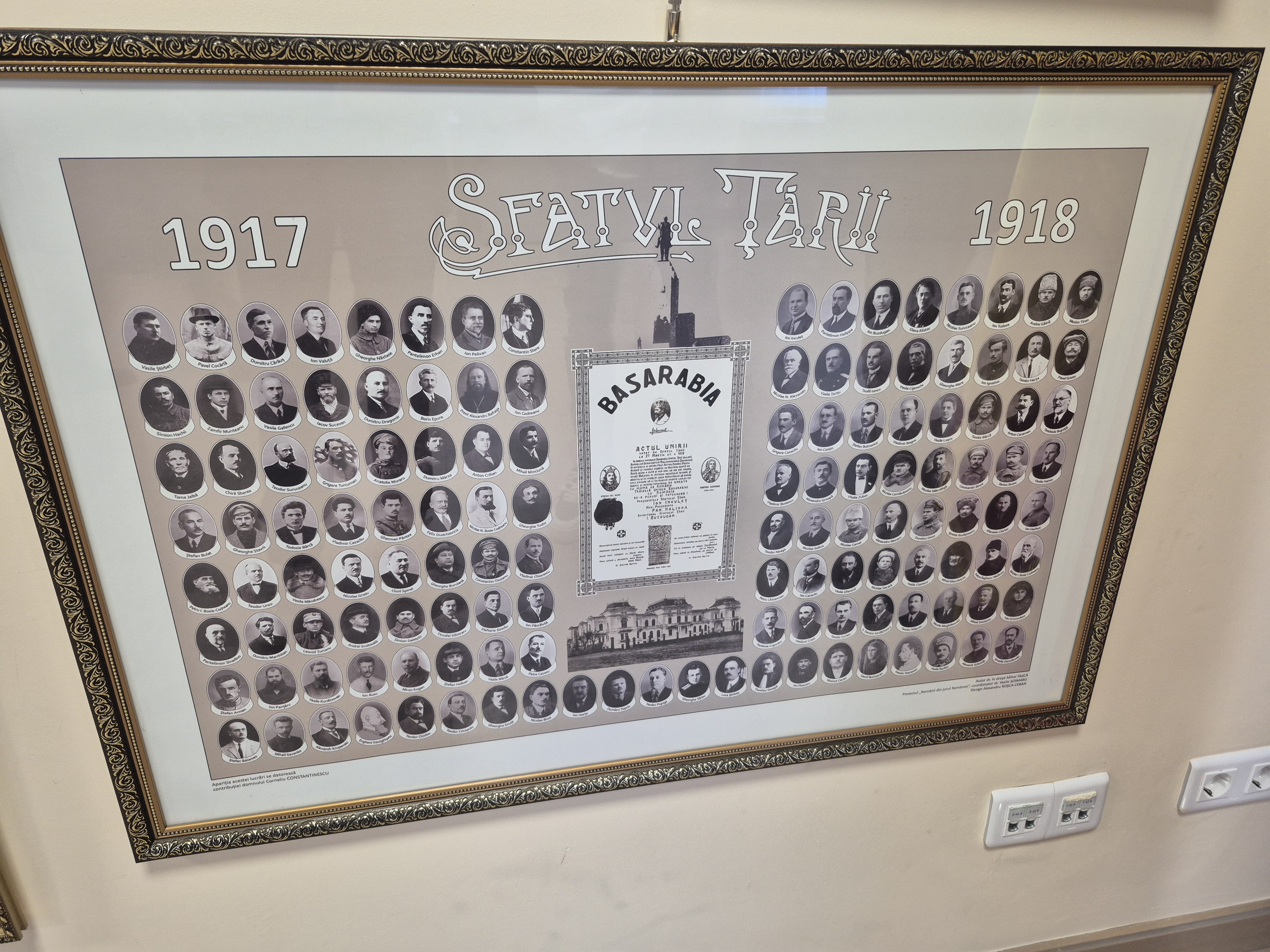